# Leonardo Tommasi
Leonardo Maria Tommasi (Calimera, 9 ottobre 1832 – Palermo, 16 febbraio 1905) è stato un magistrato e politico italiano.
Entrato nella magistratura borbonica nel 1858 è stato giudice a Venafro, Castellaneta e Taranto, sostituto procuratore a Taranto e Lucera, e in quest'ultima città mantiene lo stesso incarico dopo l'annessione del Regno delle Due Sicilie al Regno d'Italia. È stato in seguito consigliere di corte d'appello a Genova, Trani e Napoli e presidente della medesima corte a Potenza. Conclude la carriera nel 1905 come primo presidente della Corte di cassazione di Palermo.